# ジョルジュ・ラコンブ
ジョルジュ・ラコンブ（Georges Lacombe、1868年6月18日 - 1916年7月29日）は、フランスの画家、彫刻家。ナビ派の芸術家の一人である。

## 略歴
ヴェルサイユの裕福な家庭に生まれる。親から厳格な宗教教育を受ける。後に反聖職者となる。アカデミー・ジュリアンでアルフレッド・ロルやアンリ・ジェルベクスから芸術を学ぶ。そこで1892年にエミール・ベルナールやポール・セリュジエと出会いナビ派の一員になる。ナビのメンバーの多くと同じく1888年から1897年まではブルターニュに住む。ナビの彫刻チームにも所属。1916年、アランソンにて結核で死去。48歳。

## 絵画
- 赤土の森 Forêt au sol rouge (1891)
- 黄色い海 Mer jaune (1892)
- 青海の波及 Marine bleue, Effet de vagues (1893)
- Le Nabi à la barbe rutilante (portrait de Paul Sérusier) (1894)
- ヘーゼルナッツ採集の秋 Automne, les Ramasseurs de noisettes (1894)

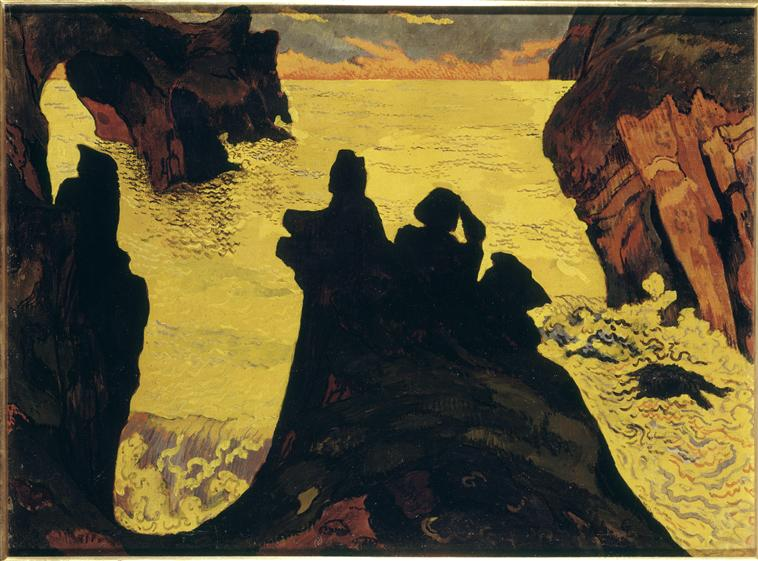
La Mer jaune, Camaret (1892), Musée des beaux-arts de Brest
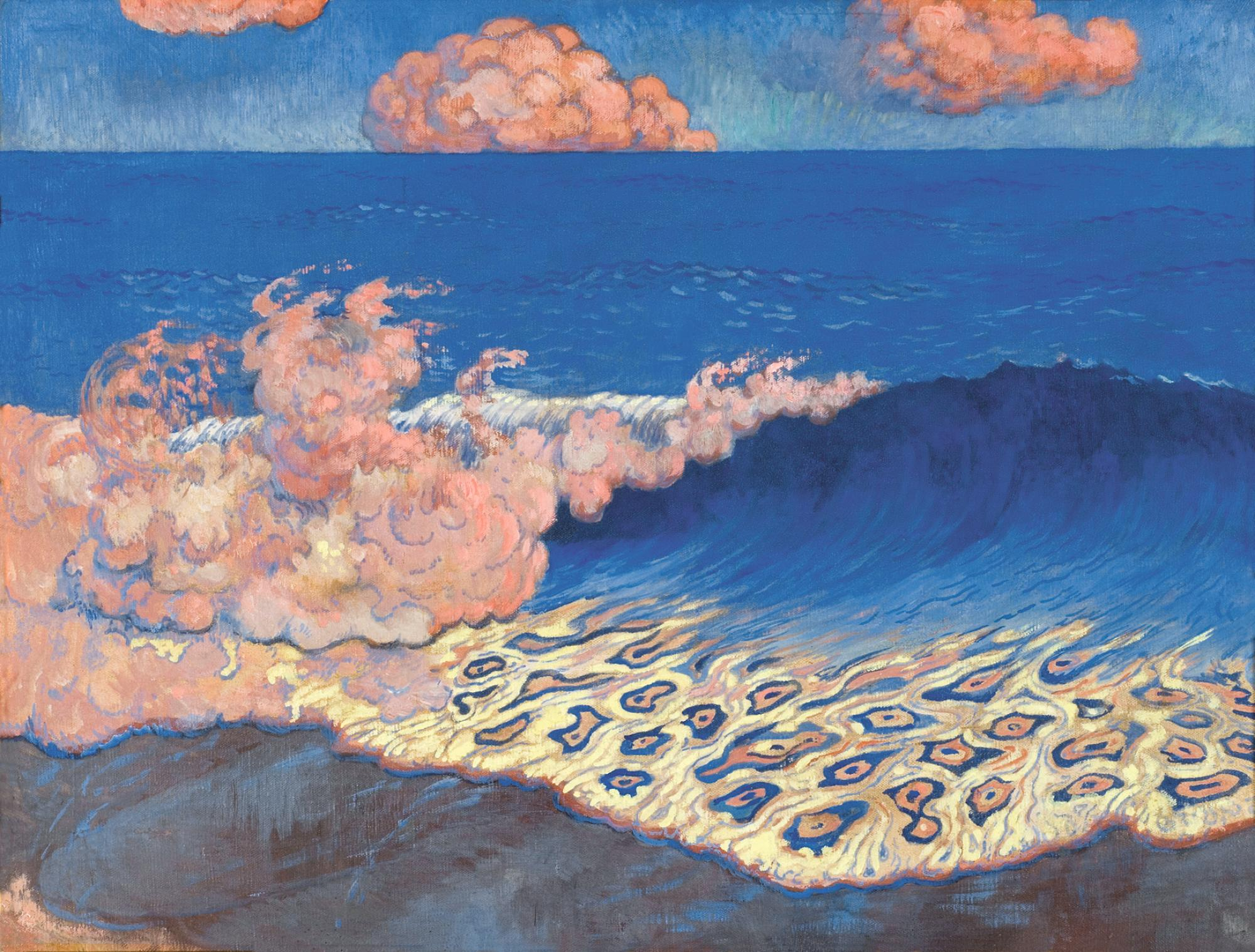
Marine bleue, Effet de vague (1893), レンヌ美術館
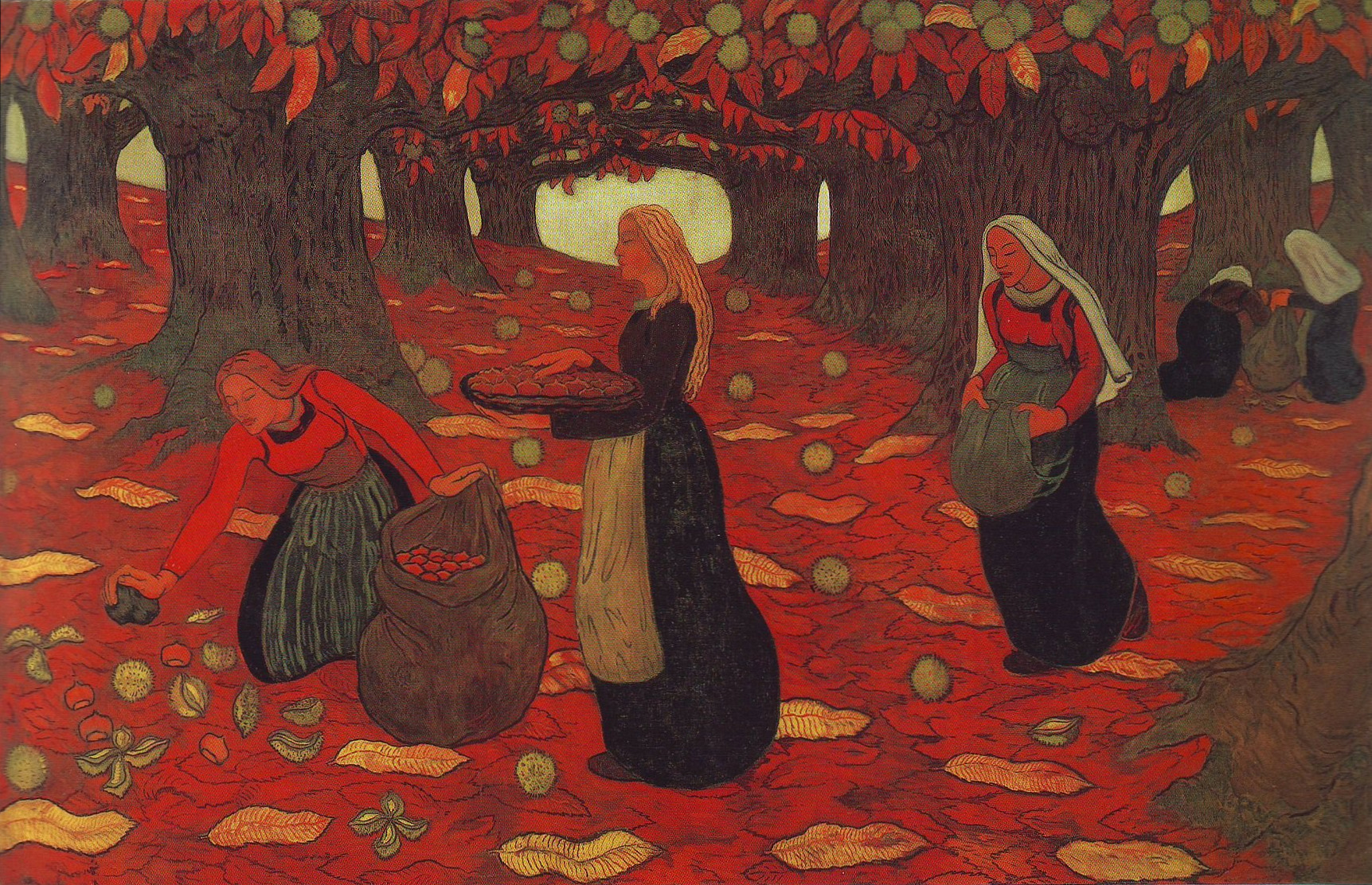
Automne, les Ramasseurs de noisettes (1894),  カリフォルニア州パサデナ, ノートン・サイモン美術館

## 彫刻
- Marie Madeleine (1897)
- Les têtes des personnages de la pièce de guignol pour vieux enfants (1902)
- Buste de Paul-Élie Ranson (1910)

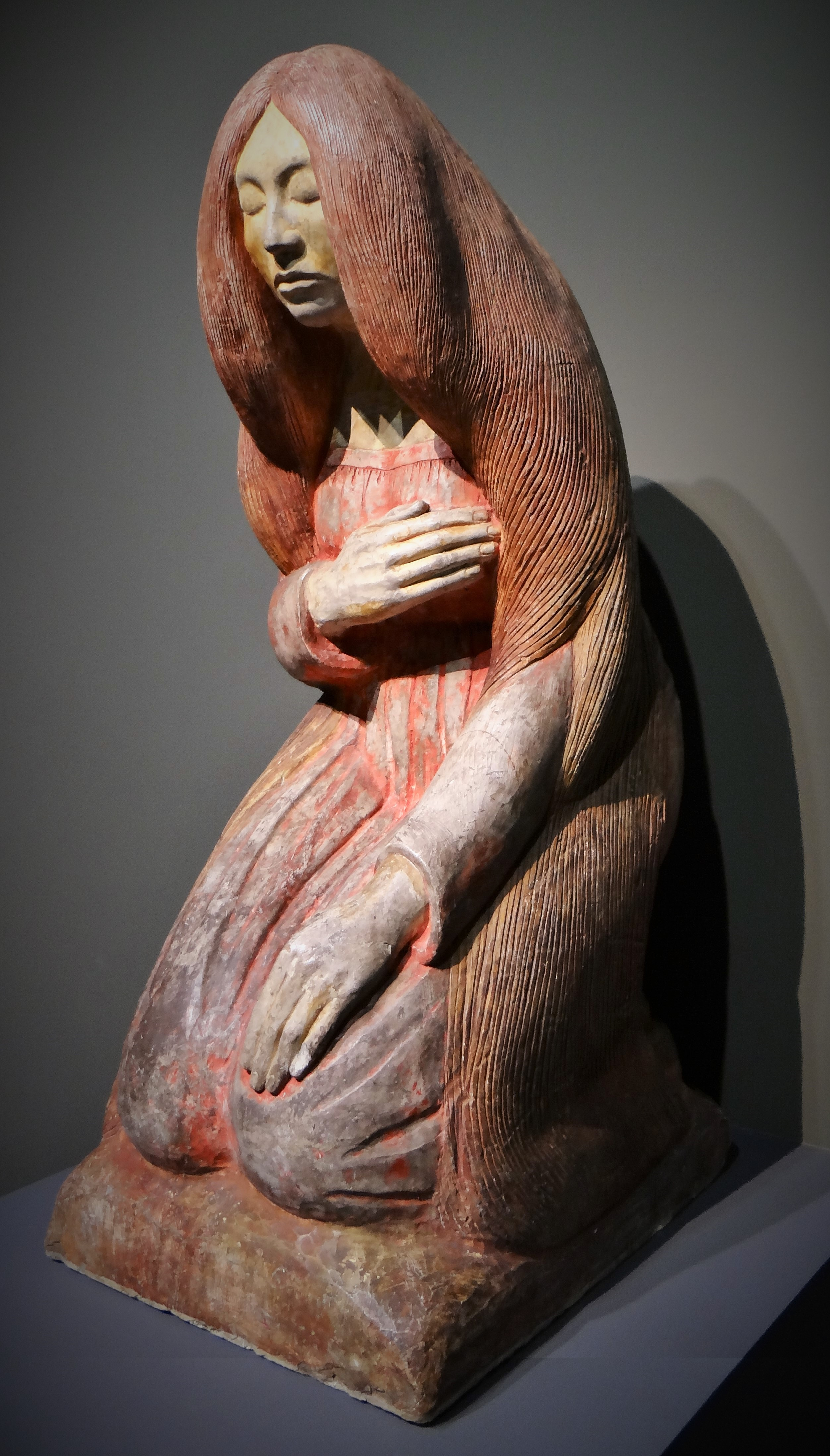
Marie-Madeleine
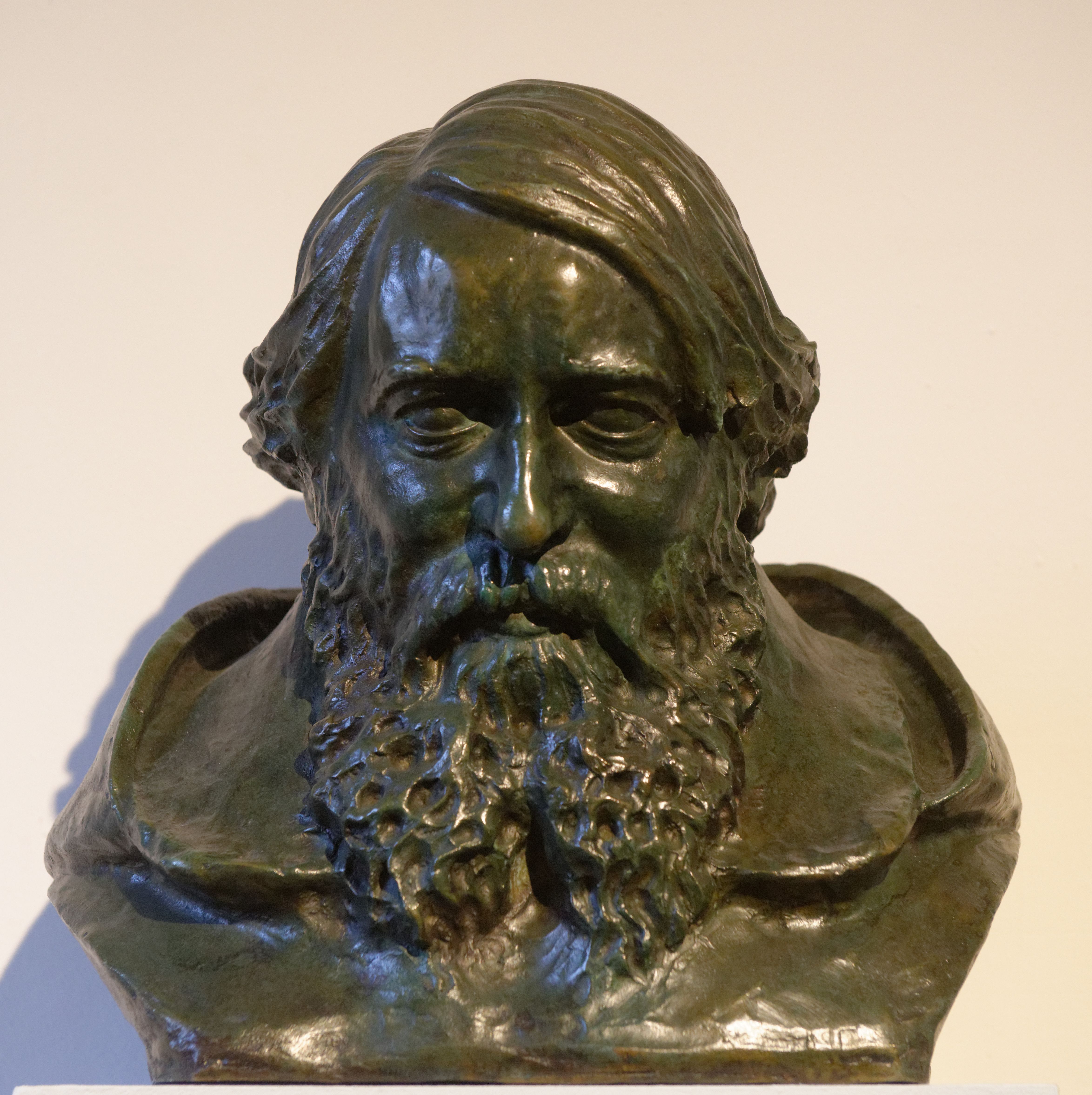
ポール・セリュジエ
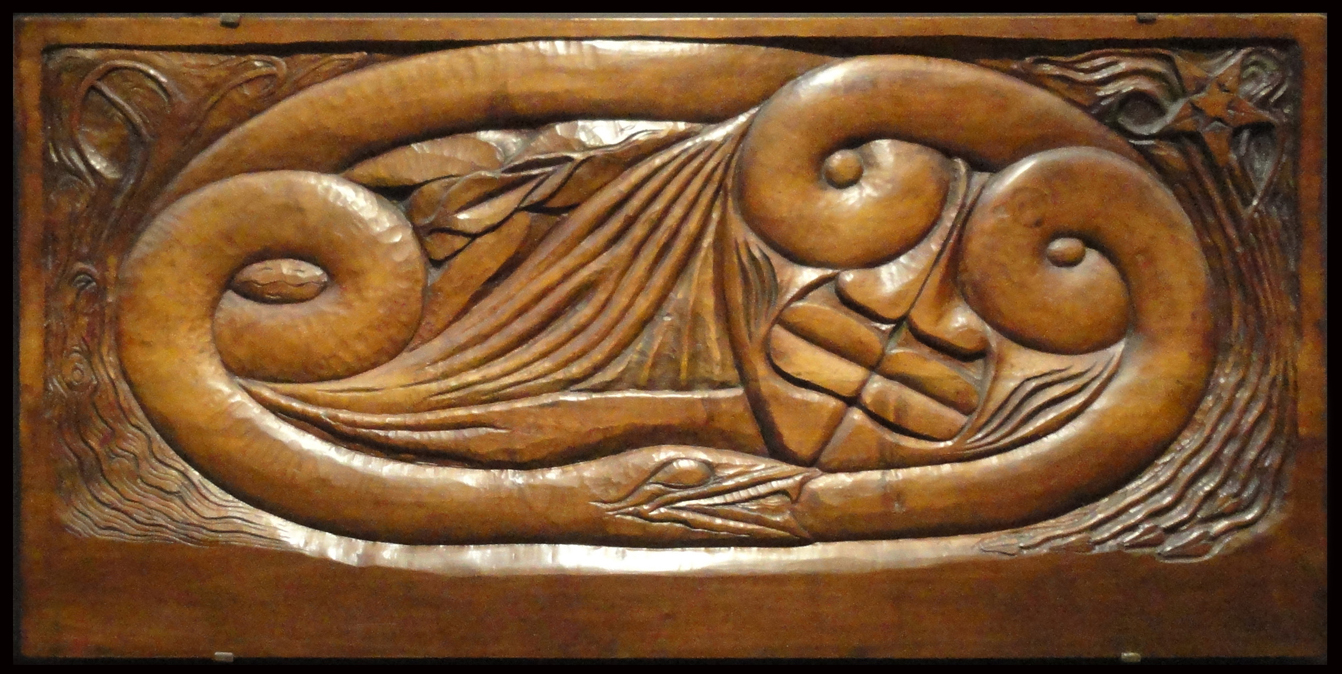
L'Existence (1894-1896), bas-relief en bois de noyer, パリ, オルセー美術館